# Dolina Białki (Natura 2000)
Dolina Białki (PLH120024) – specjalny obszar ochrony siedlisk, aktualnie obszar mający znaczenie dla Wspólnoty, obejmujący rzekę Białkę od ujścia Jaworowego Potoku do ujścia do Jeziora Czorsztyńskiego. Tak ujęty obszar zajmuje powierzchnię 716,03 ha.
Obszar leży na terenie gmin: Nowy Targ, Łapsze Niżne i Bukowina Tatrzańska, niemal w całości w granicach Południowomałopolskiego Obszaru Chronionego Krajobrazu. Na terenie obszaru „Dolina Białki” znajduje się 1 rezerwat przyrody: Przełom Białki pod Krempachami.

## Typy siedlisk przyrodniczych
Występują tu następujące typy siedlisk z załącznika I dyrektywy siedliskowej:
- kamieńce
- zarośla wrześni
- zarośla wierzby siwej
- zarośla jałowca
- murawy kserotermiczne
- łąki świeże
- łąki konietlicowe
- rumowiska wapienne
- łęgi
- górskie reliktowe laski sosnowe

## Fauna i flora
Wśród gatunków z załącznika II występuje tu kumak górski Bombina variegata. 
Występują tu także bardzo liczne gatunki roślin objęte ochroną gatunkową, m.in.:
- tojad dzióbaty (Aconitum variegatum)
- orlik pospolity (Aquilegia vulgaris)
- kopytnik pospolity (Asarum europaeum)
- podrzeń żebrowiec (Blechnum spicant)
- dziewięćsił bezłodygowy (Carlina acaulis)
- ozorka zielona (Dactylorhiza viridis)
- wawrzynek wilczełyko (Daphne mezereum)
- naparstnica zwyczajna (Digitalis grandiflora)
- omieg górski (Doronicum austriacum)
- kruszczyk rdzawoczerwony (Epipactis atrorubens)
- kruszczyk szerokolistny (Epipactis helleborine)
- kruszyna pospolita (Frangula alnus)
- przytulia wonna (Galium odoratum)
- goryczka trojeściowa (Gentiana asclepiadea)
- goryczka krzyżowa (Gentiana cruciata)
- goryczuszka orzęsiona (Gentianella ciliata)
- goryczuszka Wettsteina (Gentianella germanica)
- goryczuszka wczesna (Gentianella lutescens)
- gółka długoostrogowa (Gymnadenia conopsea)
- bluszcz pospolity (Hedera helix)
- rojownik pospolity (Jovibarba sobolifera)
- listera jajowata (Listera ovata)
- pióropusznik strusi (Matteucia struthiopteris)
- gnieźnik leśny (Neottia nidus-avis)
- dwulistnik muszy (Ophrys insectifera)
- gnidosz błotny (Pedicularis palustris)
- podkolan biały (Platanthera bifolia)
- paprotka zwyczajna (Polypodium vulgare)
- pierwiosnek wyniosły (Primula elatior)
- kosatka kielichowa (Tofieldia calyculata)
- kalina koralowa (Viburnum opulus)